# Luise Brunner
Luise Auguste Brunner, geborene Käb (* 25. August 1908 in Aidhausen; † 8. Dezember 1977 in Roth) war eine deutsche KZ-Aufseherin in den Konzentrationslagern Ravensbrück und Auschwitz.

## Leben
Brunner war die Tochter eines Bauern. Sie bestritt nach der Schulzeit ihren Lebensunterhalt als Kellnerin in einer Schweinfurter Weinstube. Ab dem 15. Juni 1942 war sie im KZ Ravensbrück als Aufseherin eingesetzt, wo sie Außenkommandos weiblicher Häftlinge beaufsichtigte, Büroarbeit in der Schreibstube des KZ Ravensbrück verrichtete und schließlich Rapportführerin wurde. Im Oktober 1942 wurde sie in das KZ Auschwitz versetzt. Dort fungierte sie als „Referatsleiterin in der Lagerschreibstube des KZ Auschwitz II-Birkenau und in der Kommandantur des KZ Auschwitz I“. Am 30. Januar 1944 wurde Brunner das Kriegsverdienstkreuz II. Klasse ohne Schwerter verliehen, was nach dem NS-Forscher Ernst Klee auf eine Beteiligung an Tötungen schließen lässt. Als Begründung für die Verleihung wurde ihre „stete Einsatzbereitschaft“ hervorgehoben. Im Dezember 1944 wurde sie wieder in das KZ Ravensbrück zurückversetzt, wo sie bis zur Befreiung des Lagers Ende April 1945 Oberaufseherin war und in dieser Funktion Anna Klein-Plaubel ablöste.
Nach dem Ende des Zweiten Weltkriegs wurde Brunner von der britischen Besatzungsmacht interniert. Im letzten Verfahren der Ravensbrück-Prozesse wurde sie mit fünf weiteren Aufseherinnen ab dem 2. Juli 1948 im Rahmen der Curiohaus-Prozesse angeklagt. Den Beschuldigten wurde die Misshandlung alliierter Staatsangehöriger und die Teilnahme an Selektionen zur Last gelegt. Verfahrensgegenstand in dem Prozess war ausschließlich der Tatkomplex Verbrechen im KZ Ravensbrück, ungeachtet der Tatsache, dass von den angeklagten Frauen Brunner und Zimmer auch im KZ Auschwitz eingesetzt waren. Die Belastungszeugen konnten gegen die ehemaligen Oberaufseherinnen Brunner und ihre Vorgängerin Klein-Plaubel nur bedingt Auskunft geben, da diese „vor allem für die Kontrolle des weiblichen Wachpersonals zuständig waren und die Gefangenen deshalb nicht zwangsläufig mit ihnen in Kontakt kamen.“ Brunner, die zu Beginn auf nicht schuldig plädierte und alle Beschuldigungen abstritt, gab ferner an zum Lagerdienst dienstverpflichtet worden zu sein. Am 21. Juli 1948 wurde Brunner zu drei Jahren Haft verurteilt. Am 20. Juli 1950 wurde Brunner aus der Haft entlassen. Im Zuge des Ersten Frankfurter Auschwitzprozesses wurde auch gegen Brunner ermittelt, sie wurde am 15. September 1960 vernommen und erkennungsdienstlich erfasst. Die Auschwitzüberlebende Raya Kagan beschuldigte Brunner kranke Frauen zur Ermordung in die Gaskammer nach Birkenau geschickt zu haben, wohingegen Brunner angab mit Selektionen niemals etwas zu tun gehabt zu haben.